# Enigmi alieni - Giorgio Edition
Enigmi alieni – Giorgio Edition (In Search of Aliens) è una serie televisiva statunitense andata in onda su H2 dal 25 luglio 2014. In Italia, la serie è stata trasmessa dal 4 febbraio 2015 su History. La serie vede la partecipazione dello scrittore Giorgio Tsoukalos, che intervista degli esperti. 

## Episodi
| N° | Titolo                   | Titolo originale           | Prima TV USA      | Prima TV Italia  |
| -- | ------------------------ | -------------------------- | ----------------- | ---------------- |
| 1  | La pietra di Roswell     | The Roswell Rock           | 15 agosto 2014    | 4 febbraio 2015  |
| 2  | In cerca di Atlantide    | The Hunt for Atlantis      | 25 luglio 2014    | 4 febbraio 2015  |
| 3  | La campana               | Nazi Time Travelers        | 1º agosto 2014    | 11 febbraio 2015 |
| 4  | Il mostro di Loch Ness   | The Mystery of Loch Ness   | 8 agosto 2014     | 11 febbraio 2015 |
| 5  | Alla ricerca del Bigfoot | Searching for Bigfoot      | 22 agosto 2014    | 18 febbraio 2015 |
| 6  | I Ciclopi di Malta       | The Mystery of the Cyclops | 5 settembre 2014  | 18 febbraio 2015 |
| 7  | La Porta del Puma        | The Mystery of Puma Punku  | 12 settembre 2014 | 25 febbraio 2015 |
| 8  | Washington aliena        | The Founding of America    | 19 settembre 2014 | 25 febbraio 2015 |
| 9  | Il mistero di Nazca      | The Mystery of Nazca       | 26 settembre 2014 | 4 marzo 2015     |
| 10 | Il codice alieno         | The Alien Code             | 3 ottobre 2014    | 4 marzo 2015     |